# Guilherme Schettine
Guilherme Schettine Guimarães, más conocido como Guilherme Schettine, (Gama, Brasil, 10 de octubre de 1995) es un futbolista brasileño que juega como delantero para el Moreirense F. C. de la Primeira Liga.

## Trayectoria
Nacido en Gama, Distrito Federal, comenzó su carrera deportiva en el Atlético Paranaense, debutando como profesional el 21 de abril de 2013, sustituyendo en la segunda parte al goleador Edigar Junio en la victoria por 3-1 del Campeonato Paranaense en casa ante el Coritiba. Siete días después marcó su primer gol en la categoría absoluta, pero en la derrota por 1–4 ante el Operário Ferroviário.
Tras tener pocas oportunidades, el 27 de julio de 2015 fue cedido al Guaratinguetá de la Série C. El 30 de noviembre se trasladó a la Portuguesa, también en calidad de cedido. Al regresar al Furacão en julio de 2016, el 6 de octubre hizo su debut en la Série A, al reemplazar a Lucho González en una victoria en casa por 3-1 contra el Chapecoense.
En 2017 cruzó el charco para enrolarse en las filas del Santa Clara de Portugal, donde primero estuvo a préstamo y después en propiedad. Este equipo lo tuvo cedido en el Al-Batin y el Dibba Al-Fujairah entre la segunda mitad de la temporada 2017-18 y la primera de la 2018-19.
En verano de 2020 quedó libre del Santa Clara, firmando hasta 2025 con el Sporting Clube de Braga. En el primer tramo del curso participó en dieciséis encuentros, y el 1 de febrero de 2021 fue cedido a la U. D. Almería.
En julio de 2021, y tras su periplo por el fútbol español, regresa al S. C. Braga para inmediatamente volver a salir cedido, en esta ocasión al F. C. Vizela. Al año siguiente se marchó a Suiza para jugar en el Grasshoppers.
Después de dos años acumulando cesiones, en julio de 2023 se desvinculó definitivamente del club portugués y fichó por el F. C. Ural. Allí estuvo una temporada y en julio de 2024 regresó a Portugal para jugar en el Moreirense F. C.

## Clubes
| Club                       | País                   | Año       |
| -------------------------- | ---------------------- | --------- |
| Atlético Paranaense        | Brasil                 | 2013-2017 |
| Guaratinguetá (cedido)     | Brasil                 | 2015      |
| Portuguesa (cedido)        | Brasil                 | 2016      |
| C. D. Santa Clara (cedido) | Portugal               | 2017      |
| C. D. Santa Clara          | Portugal               | 2017-2020 |
| Al-Batin (cedido)          | Arabia Saudita         | 2018      |
| Dibba Al-Fujairah (cedido) | Emiratos Árabes Unidos | 2018      |
| S. C. Braga                | Portugal               | 2020-2023 |
| U. D. Almería (cedido)     | España                 | 2021      |
| F. C. Vizela (cedido)      | Portugal               | 2021-2022 |
| Grasshoppers (cedido)      | Suiza                  | 2022-2023 |
| F. C. Ural                 | Rusia                  | 2023-2024 |
| Moreirense F. C.           | Portugal               | 2024-     |